# NGC 3089
NGC 3089 (również PGC 28882) – galaktyka spiralna z poprzeczką (SBb), znajdująca się w gwiazdozbiorze Pompy. Odkrył ją John Herschel 5 lutego 1837 roku.